# 125GP

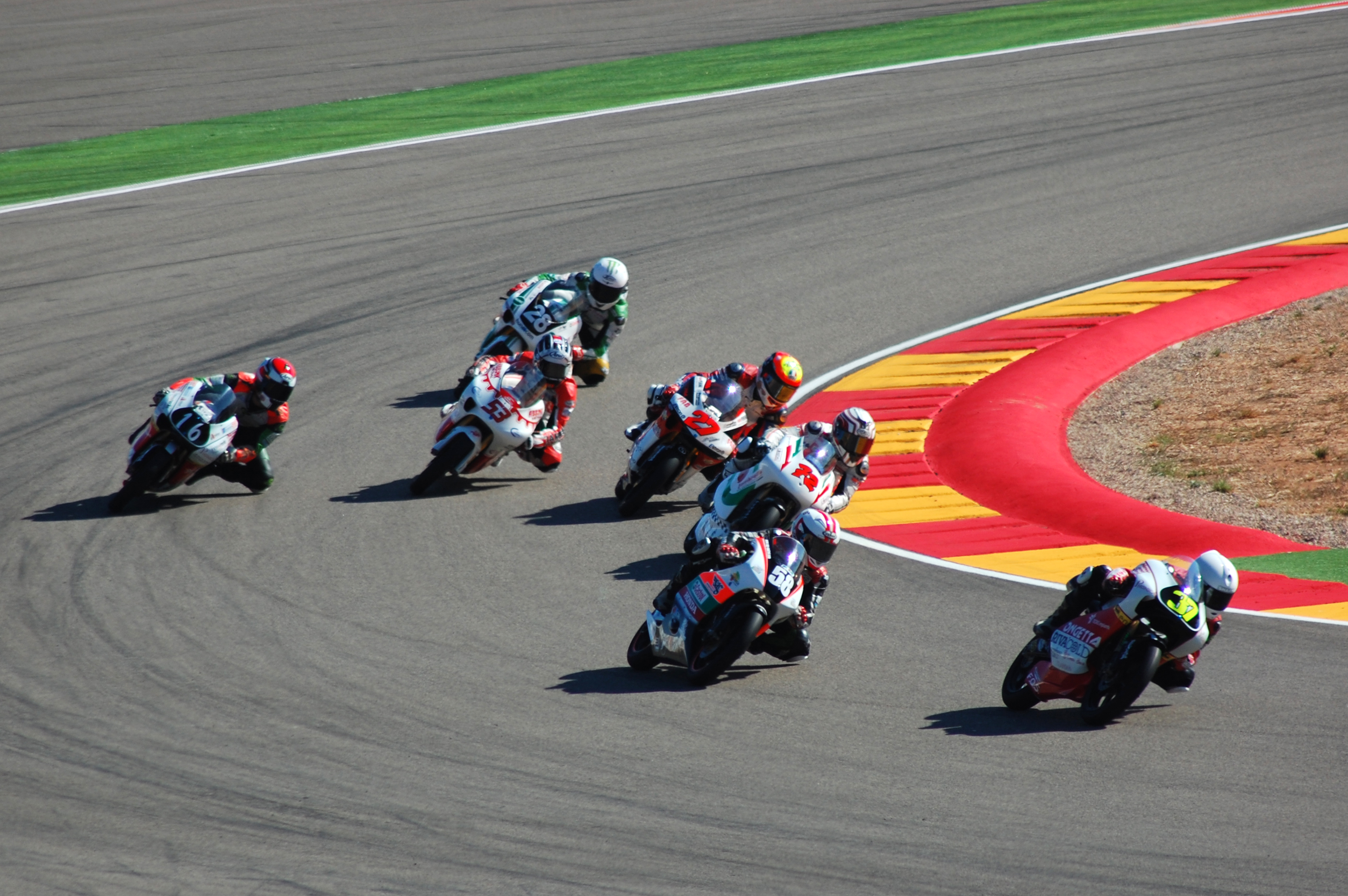
125GP-loppet under Aragoniens Grand Prix 2010.

125GP eller 125cc eller 125-kubiksklassen i roadracing var en klass i världsmästerskapen i Grand Prix Roadracing för motorcyklar som kördes från det första världsmästerskapet säsongen 1949 till och med säsongen 2011. 125GP var den ursprungliga VM-klass som hade körts längst när den 2012 ersattes av Moto3.
125GP var en prototypklass med en högsta cylindervolym på 125 cm³ - därav namnet på klassen.
De framgångsrikaste förarna är Ángel Nieto med sju VM-titlar och Carlo Ubbiali med sex VM-titlar. Framgångsrika konstruktörer i 125GP var Honda, Aprilia, MV Agusta, Derbi med flera.